# Городиславичі (Польща)
Городиславичі (Гродиславіце, пол. Grodysławice) — село в Польщі, у гміні Рахані Томашівського повіту Люблінського воєводства. Населення — 286 осіб (2011). Розташоване на Закерзонні (в історичній Холмщині).

## Назва
На думку мовознавиці Галини Вишневської, назва села походить від давнього руського імені Городислав.

## Історія
1578 року вперше згадується православна церква в селі.
За даними етнографічної експедиції 1869—1870 років під керівництвом Павла Чубинського, у селі здебільшого проживали греко-католики, усе населення розмовляло українською мовою.
За німецької окупації 1939—1944 років у селі діяла українська школа, в 1940—1941 рр. її очолював Павлишин Лука. У 1943 році в селі проживало 787 українців і 73 поляки; на сусідній однойменній колонії — 162 поляків і 61 українець. У 1942—1944 роках польські шовіністи вбили в селі 37 українців.
6-15 липня 1947 року під час операції «Вісла» польська армія виселила зі села на приєднані до Польщі північно-західні терени 7 українців. У селі залишилося 78 поляків.
У 1975—1998 роках село належало до Замойського воєводства.

## Населення
Демографічна структура станом на 31 березня 2011 року:
|          | Загалом | Допрацездатний вік | Працездатний вік | Постпрацездатний вік |
| -------- | ------- | ------------------ | ---------------- | -------------------- |
| Чоловіки | 135     | 27                 | 86               | 22                   |
| Жінки    | 151     | 30                 | 71               | 50                   |
| Разом    | 286     | 57                 | 157              | 72                   |

## Релігія

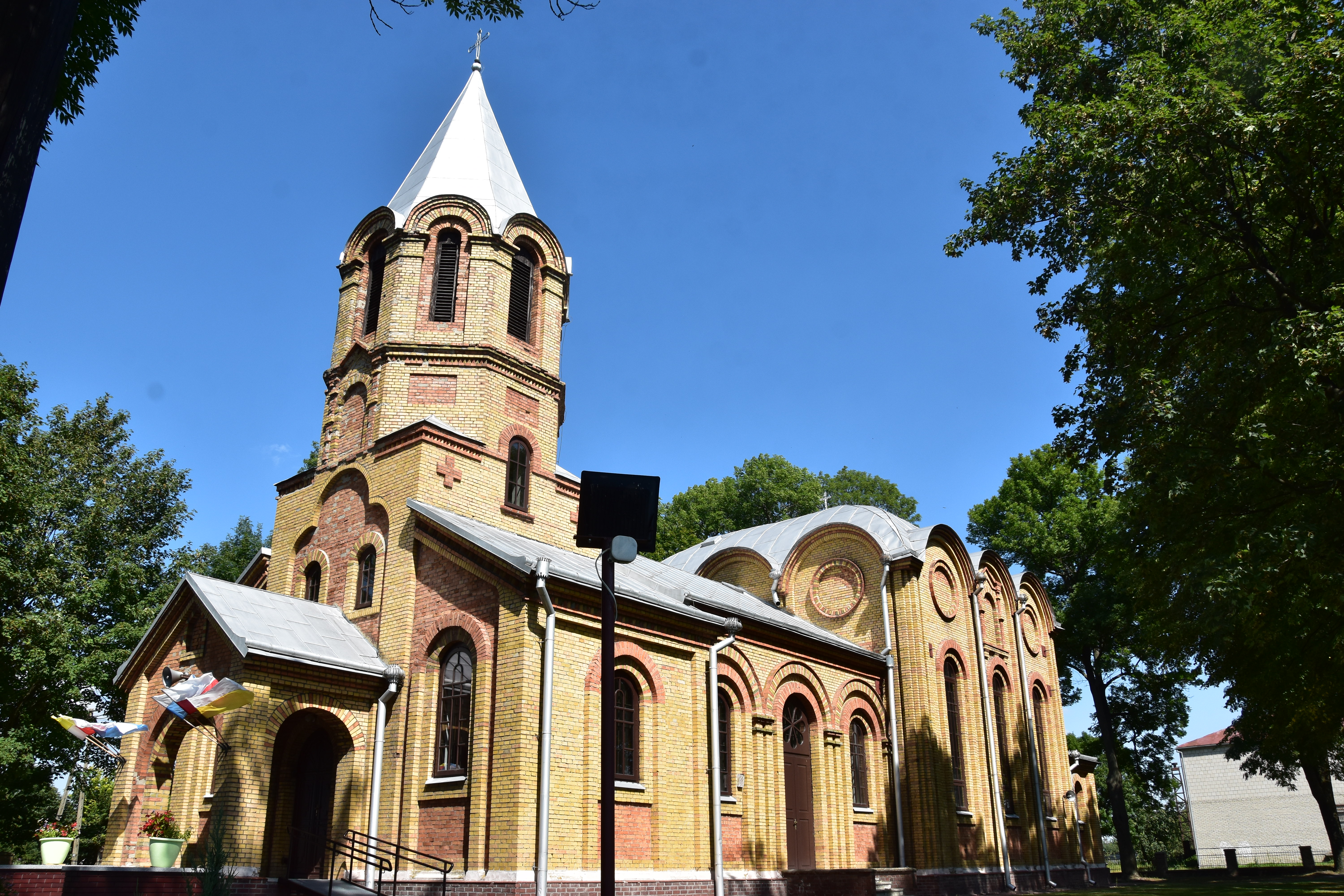
Колишня церква Воздвиженияу с. Гродиславичі. Фото 2020 р.

У селі збереглася колись православна церква Воздвиження, яка зараз використовується як костел.

## Особистості

### Народилися
- Дмитро Бризицький (1934—2000) — український радянський діяч.